# 37-мм протитанкова гармата зразка 1930 року (1-К)
37-мм протитанкова гармата зразка 1930 року (заводський індекс: 1-К, індекс ГАУ: 52-П-162) — радянська легка протитанкова гармата початку 1930-х років. З 1932 року її виготовлення зупинено через прийняття потужнішої 45-мм гармати 19-К.

## Історія
Початково гармату розробила німецька компанія Rheinmetall, тому 1-К споріднена з німецькою PaK 35/36, хоча й не отримала багатьох покращень, що були з часом додані до німецької гармати. Обидві гармати були уніфіковані щодо боєприпасів.
1-К мала лафет із розсувними станинами та неамортизовані дерев'яні колеса, на відміну від німецької гармати, яка отримала амортизовану підвіску та нову ходову частину.
Гармата мала напівавтоматичний горизонтальний клиновий затвор, гідравлічне гальмо відкоту та пружинний накатник.